# Straßenmarkt

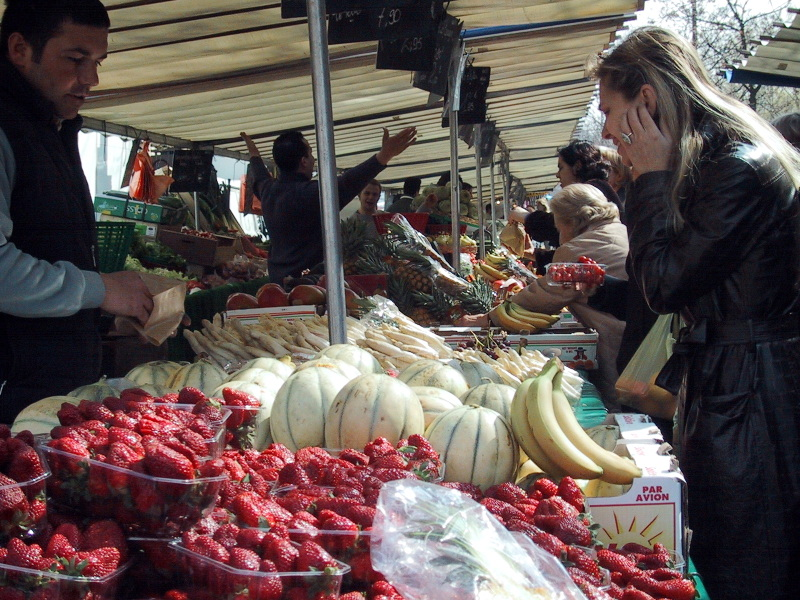
Marché d’Aligre, Paris

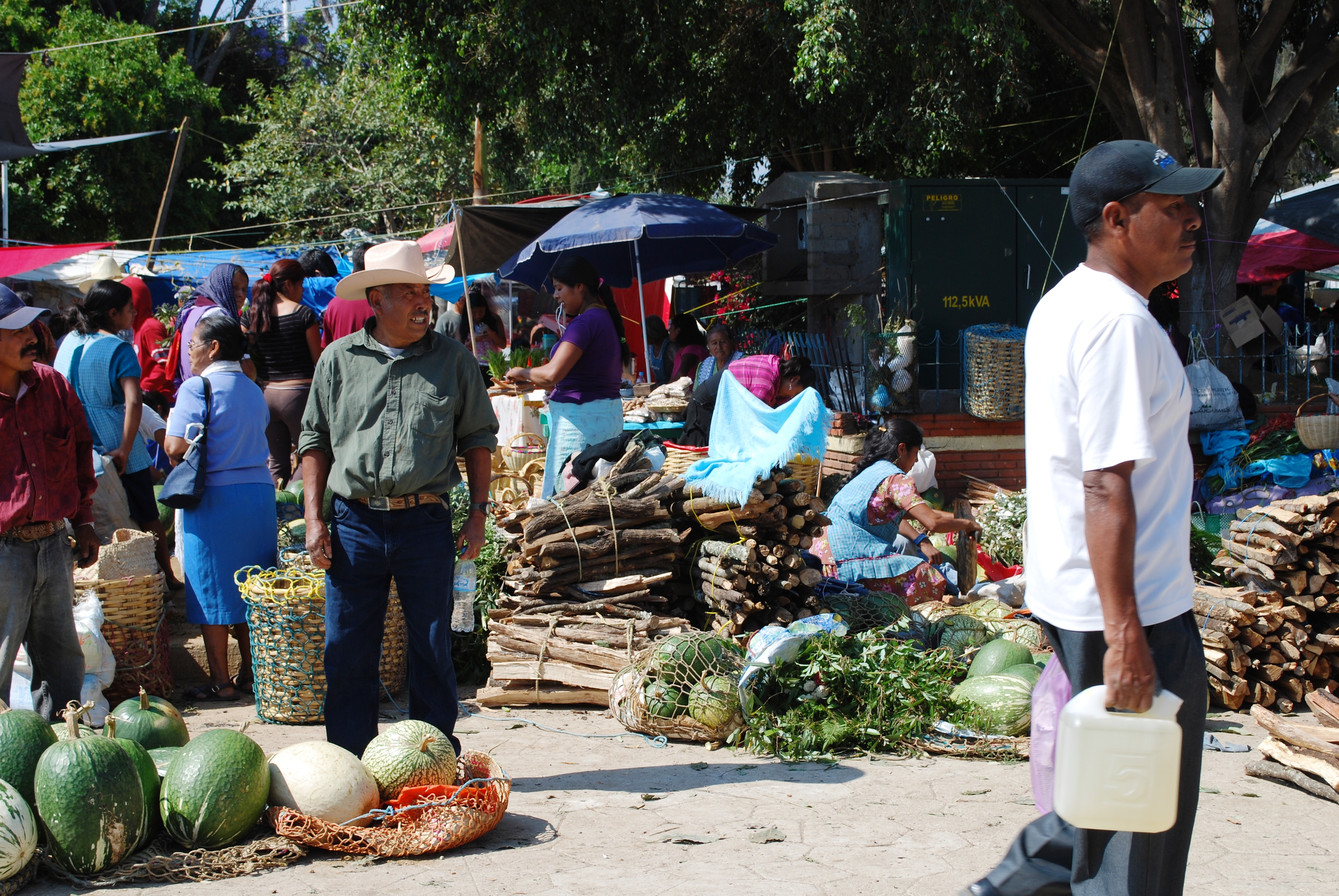
Straßenmarkt in Villa de Zaachila, Mexiko

Ein Straßenmarkt ist ursprünglich eine kaum oder nur locker organisierte Verkaufsveranstaltung unter freiem Himmel, zu der Händler an einem bestimmten Ort zusammenkommen, um frische oder konservierte Lebensmittel (Butter, Käse) und andere Waren des täglichen Bedarfs zu verkaufen. Eine Organisation dieser Märkte fand erst im Lauf der Zeit statt – so entstanden allmählich die nur an einem bestimmten Wochentag errichteten Marktstände und noch später die Markthallen.
Die Bezeichnung „Straßenmarkt“ wird zudem für eine spezielle Form von Marktplätzen verwendet. So gehört der langgezogene Marktplatz von Bayreuth zu den Vertretern des Bayerischen Straßenmarkts.

## Arten
Zu den Straßenmärkten zählen spezielle Märkte wie „Obst-“, „Gemüse-“ oder „Fischmärkte“, die in jüngerer Zeit auch häufig unter dem Oberbegriff „Bauernmärkte“ zusammengefasst werden, auf denen Anbieter regionaltypische Erzeugnisse vermarkten. In der Adventszeit sind „Weihnachtsmärkte“ weit verbreitet. Werden über den täglichen Bedarf hinausgehende gebrauchte oder auch neue Waren angeboten, spricht man von einem Flohmarkt (früher „Krammarkt“).

## Geschichte
Wahrscheinlich gab es Straßenhändler – und somit auch Straßenmärkte – in allen Kulturen bereits in der Antike; Bauern boten ihre landwirtschaftlichen Überschüsse in den Städten zum Tausch oder Verkauf an, wobei manchmal sowohl am Morgen als auch am Nachmittag Entfernungen von 20 oder gar 30 km zu Fuß zurückgelegt wurden.
In früheren Zeiten konnten nur Ortschaften, die das Marktrecht vom Kaiser oder König erhalten hatten, einen Markt abhalten; in späteren Zeiten war auch die Erlaubnis des jeweiligen Landesfürsten (z. B. vom Markgrafen von Brandenburg) ausreichend. Der (langgezogene) Straßenmarkt war für den durchziehenden Fernhandel der Vorgänger des (rechteckigen) Marktplatzes. Nach dem Soziologen Ferdinand Tönnies ist der mittelalterliche „Fernkaufmann“ der Pionier der Neuzeit. Der sich stärker ausbreitende Fernhandel war eine treibende Kraft beim hochmittelalterlichen Landesausbau, vor allem östlich der Elbe.

## Berühmte Märkte
Legendär ist der Hamburger Fischmarkt, der neuerdings eine Art Tournee durch andere Städte ohne eigenen Fischereihafen durchführt. Schöne Lebensmittelmärkte sind der Viktualienmarkt in München und der Marché d’Aligre in Paris. Der Naschmarkt gilt als der Spezialitätenmarkt Wiens. Der längste Straßenmarkt Europas ist hingegen der Brunnenmarkt im 16. Gemeindebezirk (Ottakring) in Wien.